# Rodrigo Grande
Rodrigo Grande (Rosario, 10 de febrero de 1974) es un director de cine y guionista argentino. Es conocido por Rosarigasinos (2001), Cuestión de principios (2009) y por el thriller Al final del túnel (2016).

## Filmografía
Director
- La pared y la lluvia (cortometraje) (1994)
- El negrito Benítez (cortometraje) (1995)
- Historias breves II, Parte 2 (1997) con el cortometraje Juntos in any way
- Rosarigasinos (2001)
- Cuestión de principios (2009)
- Apto (cortometraje) (2014)
- Al final del túnel (2016)

Guionista
- La pared y la lluvia (cortometraje) (1994)
- Historias breves II, Parte 2 (1997) con el cortometraje Juntos in any way
- Rosarigasinos (2001)
- La sombra (cortometraje) (2002)
- Los cuentos de Fontanarrosa (33 episodios) (2007)
- Cuestión de principios (2009)
- Apto (cortometraje) (2014)
- Al final del túnel (2016)

## Premios y nominaciones

### Rosarigasinos
Asociación de Cronistas Cinematográficos de la Argentina, Premios 2002
- Ruy Folguera, ganador del Premio Cóndor de Plata a la Mejor Música.
- Ulises Dumont, nominado al Premio Cóndor de Plata al Mejor Actor.
- Federico Luppi, nominado al Premio Cóndor de Plata al Mejor Actor.
- María José Demare,  nominada al Premio Cóndor de Plata a la Mejor Actriz de Reparto.
- Francisco Puente, nominado al Premio Cóndor de Plata a la Mejor
- Rodrigo Grande, nominado al Premio Cóndor de Plata Mejor Guion Original.

Festival del Cine Latino de Huelva, Premios 2001
- Mención Especial en el Premio de la Crítica
- Premio de la Radio Exterior de España a la Mejor Película.
- Ulises Dumont ganador del Premio Colón de Plata al Mejor Actor.
- Rodrigo Grande, ganador del Premio Especial del Jurado

Festival del Cine Latino de Lérida, Premios 2002
- Rodrigo Grande, ganador del Premio a la Mejor Primera Película.

Festival Internacional de Cine Latino de Los Ángeles, Premios 2002
Los Angeles Latino International Film Festival 2002
- Rodrigo Grande, ganador del Premio del Jurado a la Mejor Primera Película.

Festival Internacional de Cine de Mar del Plata, Premios 2001
- Ruy Folguera, ganador de la Mención Especial del Jurado de la Asociación Músicos de Cine (AMUCI)
- Federico Luppi y Ulises Dumont, nominados al Premio al Mejor Actor
- Rodrigo Grande, nominado al Premio a la Mejor Película en la Competencia Internacional.

Festival de Cine de Santo Domingo, Premios 2002
- Premios Ciguapa de Oro a la Mejor Película y al Mejor Actor.

Festival de Cine de Temecula, Premios 2002
- Mención de Honor a Rodrigo Grande

Festival de Cine Nacional de Pergamino (Argentina), Premios 2002
- Premios al Mejor Actor y a la Mejor Actriz de Reparto.

Festival de Cine Argentino de Olavarria (Argentina), Premios 2002
- Premio del Público a la Película.

### Cuestión de principios
Festival de Cine Latinoamericano de Huelva, 2009
- Premio a la Mejor Película y Premio de la UPN Award.

Festival de Cine Latino de San Diego, 2010
- Premio a la Mejor Película Narrativa.

Festival de Cine Latino de Chicago, 2010
- Segundo Premio del Público.

Festival de Cine Latino de Los Ángeles, 2010
- Premio al Mejor Guion a Rodrigo Grande y Roberto Fontanarrosa

Festival Internacional de Cine de Fort Lauderdale (Estados Unidos), 2010
- Premio del Público a la Mejor Película Extranjera.

Academia de las Artes y Ciencias Cinematográficas de la Argentina, Premios Sur 2010
- Premio al Mejor Guion Adaptado.

### Al final del túnel
Festival Internacional de Cine Fantástico de Bruselas, 2017
- Premio a la Mejor Película de Suspenso

Festival de Cine de Washington D. C., 2017
- Premio del Público a la Mejor Película.

Festival Internacional de Cine de Seattle, 2017
- Premio Aguja del Espacio de Oro a la Mejor Película y al Mejor Director.

Festival de Cine Español, 2017
- Premio del Público a la Mejor Película.